# Valerie Perrine
Valerie Ritchie Perrine, född 3 september 1943 i Galveston, Texas, är en amerikansk fotomodell och skådespelerska.

## Utmärkelser
Perrine utsågs till Bästa kvinnliga skådespelare vid filmfestivalen i Cannes för Lenny Bruce 1975.

## Roller i urval
- 1972 – Slakthus 5
- 1974 – Lenny Bruce
- 1978 – Superman – The Movie
- 1978 – Trollkarlen från Lublin
- 1979 – Den självlysande ryttaren
- 1980 – Superman II – Äventyret fortsätter
- 1982 – Gränsen
- 1985 – Mask of Murder
- 1993 – Boiling Point
- 1998 – Studio 54
- 2000 – Vad kvinnor vill ha
- 2001 – Just Shoot Me! (TV-serie) (1 avsnitt)
- 2002 – Freaky Finnertys (TV-serie) (1 avsnitt)